# 约翰娜·万卡

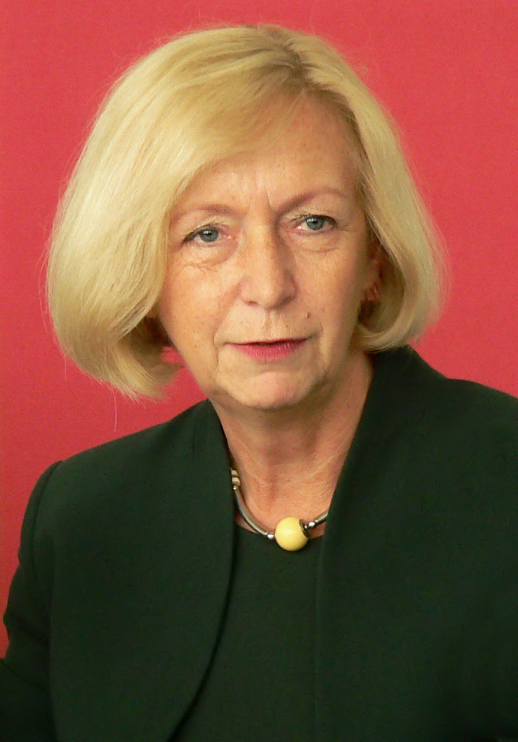
Johanna Wanka，2012年

约翰娜·万卡（德语：Johanna Wanka 1951年4月1日—），德国政治人物。2013年2月14日起，担任德国联邦教育及研究部部长一职。

## 生平
1951年，万卡生于萨克森州北萨克森县（当时属东德）。2001年，万卡加入德国基督教民主联盟。2000年至2009年担任勃兰登堡州科学、研究与文化部部长。2013年2月,时任德国联邦教育部长安妮特·沙范因论文醜闻辞职，万卡接任。